# 備邊司謄錄
《備邊司謄錄》是一本有關朝鮮王朝光海君九年（1617年）至朝鮮高宗二十九年（1892年）280多年時期备边司办案的记录。
1973年12月31日，《備邊司謄錄附議政府謄錄》被指定为大韩民国国宝第152号，2010年8月25日改为现名。
虽今文有缺失的卷帙，但仍存有與朝鮮王朝各王有关的大量信息，其作为珍贵史料的价值不亚于《朝鮮王朝實錄》、《承政院日記》、《日省錄》等。備邊司成立日期不详，一度名为“筑城司”，但在1517年6月，根据三公的意见，更名为“備邊司”。1522年倭寇侵入楸子群岛，其開始成为常设机构。備邊司由於萬曆朝鮮之役，职能被迅速扩大，巩固了其作为文武官员共识机构的政治地位。后期因備邊司发生负面争议，其職權被轉交給議政府。

## 脚注
1. ↑  문화재청고시제2010-89호(국가지정문화재 보물지정) （页面存档备份，存于）, 제17328호 / 관보(정호) / 발행일 : 2010. 8. 25. / 63 페이지 / 1.2MB

- 備邊司謄錄- 国家文化遗产门户、文化遗产管理局
- 備邊司謄錄原文 （页面存档备份，存于）
- 本文档包含根据首尔市政府通过知识共享项目在公共领域发布的作品编写的内容。